# Meggarine Guedima
Meggarine Guedima é uma vila na comuna de Megarine, no distrito de Mégarine, província de Ouargla, Argélia. A vila está localizada um quilômetro (0,62 milhas) a noroeste de Ain Beida e 5,5 quilômetros (3,4 milhas) ao leste da capital provincial Ouargla.